# Helina altica
Helina altica är en tvåvingeart som beskrevs av Wang, Xue och Wang 2005. Helina altica ingår i släktet Helina och familjen husflugor. Inga underarter finns listade i Catalogue of Life.